# Синглетный кислород

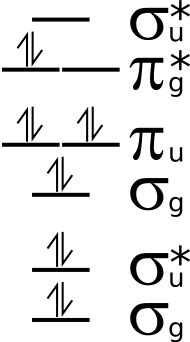
Диаграмма молекулярных орбиталей для синглетного кислорода. Квантовая механика предсказывает, что такая конфигурация (с неподелённой электронной парой) обладает более высокой энергией, чем основное триплетное состояние.

Сингле́тный кислоро́д — общее название для двух метастабильных состояний молекулярного кислорода (O2) с более высокой энергией, чем в основном, триплетном состоянии. Энергетическая разница между самой низкой энергией O2 в синглетном состоянии и наименьшей энергией триплетного состояния составляет около 11400 кельвин (Te (a1Δg ← X3Σg−) = 7918,1 см−1), или 0,98 эВ. Открыт Х. Каутским.

## Строение молекулы
Молекулярный кислород отличается от большинства молекул наличием триплетного основного состояния, O2(X3Σg−). Теория молекулярных орбиталей предсказывает три низколежащих возбуждённых синглетных состояния O2(a1Δg), O2(a′1Δ′g) и O2(b1Σg+) (номенклатура объясняется в статье Символы молекулярных термов). Эти электронные состояния отличаются только спином и занятостью вырожденных разрыхляющих πg-орбиталей. Состояния O2(a1Δg) и O2(a′1Δ′g) — вырождены. Состояние O2(b1Σg+) — очень короткоживущее и быстро релаксирующее в более низколежащее возбуждённое состояние O2(a1Δg). Поэтому обычно именно O2(a1Δg) называют синглетным кислородом.
Разница энергий между основным состоянием и синглетным кислородом составляет 94,2 кДж/моль (0,98 эВ на молекулу) и соответствует переходу в близком ИК-диапазоне (около 1270 нм). В изолированной молекуле переход запрещён по правилам отбора: спину, симметрии и по чётности. Поэтому прямое возбуждение кислорода в основном состоянии светом для образования синглетного кислорода крайне маловероятно, хотя и возможно. Как следствие, синглетный кислород в газовой фазе экстремально долгоживущий (период полураспада состояния при нормальных условиях — 72 минуты). Взаимодействия с растворителями, однако, уменьшают время жизни до микросекунд или даже до наносекунд.

## Химические свойства
Химия синглетного кислорода отличается от химии кислорода в основном состоянии. Синглетный кислород может принимать участие в сложных органических реакциях, например в реакциях Дильса-Альдера и еновых реакциях. Он может быть сгенерирован в фотовозбуждаемых процессах переноса энергии от окрашенных молекул, таких как метиленовый синий или порфирины, или в таких химических процессах как спонтанное разложение триоксида водорода в воде или в реакции пероксида водорода с гипохлоритом. Синглетный кислород — основной активный компонент фотодинамической терапии.

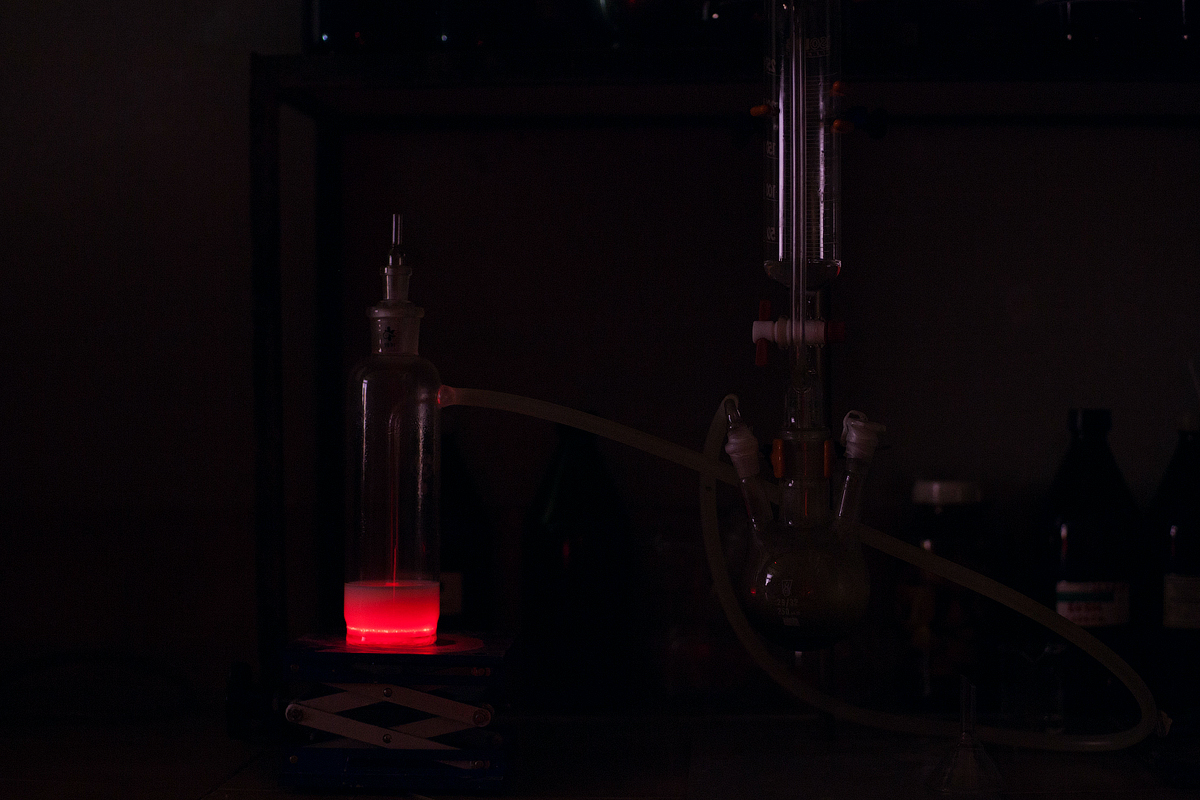
Мягкое красное свечение синглетного кислорода, полученного взаимодействием щелочного раствора пероксида водорода с газообразным хлором.

Прямое определение синглетного кислорода возможно по его очень слабой фосфоресценции при 1270 нм, которое не видимо глазом. Однако при высоких концентрациях синглетного кислорода может наблюдаться флюоресценция так называемых димолей синглетного кислорода (одновременная эмиссия двух молекул синглетного кислорода при столкновениях) как красное свечение при 634 нм.
Молекулы хлорофилла способны под действием света эффективно образовывать триплетное возбужденное состояние хлорофилла и таким путём сенсибилизировать образование синглетного кислорода. Полагают, что одна из функций полиенов, в первую очередь, каротиноидов, в фотосинтетических системах — предотвращать повреждения, вызываемые образованием синглетного кислорода, путём диссипации избыточной световой энергии, попадающей на фотосинтетические компоненты клеток, путём дезактивации возбужденных молекул хлорофилла в триплетном состоянии, либо путём прямого тушения молекул синглетного кислорода. Существует гипотеза, что синглетный кислород образуется при действии ионизирующего излучения.
В биологии млекопитающих синглетный кислород рассматривают как одну из особых форм активного кислорода. В частности, эту форму связывают с окислением холестерина и развитием сердечно-сосудистых изменений. Антиоксиданты на основе полифенолов и ряд других могут снижать концентрацию активных форм кислорода и предотвращать такие эффекты.
Наиболее интригующими оказались недавние заключения европейских исследователей о том, что молекулы синглетного кислорода могут оказаться важнейшими регуляторами клеточной жизнедеятельности, существенно определяющими механизм инициации апоптоза [Vargas F., 2007].